# El Mesull
El Mesull es una entidad de población española del municipio de Sarroca de Bellera, perteneciente a la provincia de Lérida, en la comunidad autónoma de Cataluña.

## Toponimia
El nombre del lugar puede encontrarse mencionado con las variantes Mesull, El Mesull y El Mensull.

## Historia
A mediados del siglo XIX, el caserío de Mesull pertenecía a Mañanet. Aparece descrito en el decimoprimer volumen del Diccionario geográfico-estadístico-histórico de España y sus posesiones de Ultramar de Pascual Madoz de la siguiente manera:

MESULL: cas. ó barrio del l. de Mañanet, en la prov. de Lérida, part. jud. de Tremp
(Madoz, 1848, p. 398)

En 2023 la entidad singular de población de El Mesull, perteneciente al municipio de Sarroca de Bellera, tenía empadronados 3 habitantes.